# بی‌بی لوعه
لوعه ناصریان معروف به بی‌بی لوعه (۱۲۹۴ - ۲۲ مهر ۱۴۰۳) زنی عرب زبان و ایرانی و ساکن دارخوین بود که به دلیل فعالیت‌هایش در طول جنگ ایران و عراق شهرت یافت. وی یکی از ۷ زن مشهور در دوران دفاع ۸ ساله ایران در برابر عراق بوده است. لوعه به معنی رنج کشیدن است.

## زندگی
بی‌بی‌لوعه در طول جنگ هشت‌سالهٔ ایران و عراق، در شرایطی که دارخوین خالی از سکنه شده بود، در این شهر ماند و همراه با پسرانش علاوه بر شکل‌دهی نیروهای مقاومت مردمی، با پخت نان و غذا و شستن لباس‌های رزمندگان، به نیروهای ایرانی کمک کرد. بسیاری از رزمندگان آن سال‌ها که در این منطقهٔ عملیاتی فعالیت می‌کردند، بی‌بی را به خوبی می‌شناختند و حتی به واسطهٔ فعالیت‌هایش به او لقب «مادر جبهه‌ها» را داده بودندد. لوعه ناصریان که مردم دارخوین او را بی‌بی صدا می‌کردند، خاطرات یک قرن زندگی‌اش را بدون هیچ فراموشی به یاد داشت.
وی دربارهٔ فعالیت‌هایش در طول جنگ می‌گوید: «وقتی عراقی‌ها چند موشک به دارخوین زدن، خیلی از خانواده‌ها شهر رو خالی کردن. من و شوهر و بچه‌هام موندیم. تنها زنی که توی دارخوین مونده بود، من بودم. برای سربازها و داوطلب‌هایی که اومده بودن اینجا غذا می‌پختم. لباس‌هاشون رو هم می‌شستم. فاصله‌ای نداشتیم با محلی که سربازهای ما و عراقی باهم جنگ می‌کردن. روزهای سختی بود. برای رسوندن غذا به سربازها آنقدر پیاده رفتم که زانوهام از کار افتاد. اون زمان جاده اینجا خاکی بود. فراموش نمی‌کنم که دو سرباز داشتن جعبه مهمات می‌بردن. هواپیمای عراقی اومد وسط آسمون و سربازها بدو بدو رفتن تا بهشون شلیک نشه. هواپیما موشک انداخت و ترکش خورد توی گردن یکی از سربازها. سر سرباز از بدنش جدا شد و بدنش همین‌طور می‌دوید. ۵۰ متر جلوتر اون یکی سرباز وقتی نگاهی به همخدمتیش کرد و دید سر نداره از حال رفت. زمان جنگ خیلی سختی کشیدیم. ۸ سال دارخوین موندم و با بقیه از شهر دفاع کردیم که یک وجبش به دست دشمن نیفته. روزهایی گذروندیم که باید ازش فیلم درست کرد.» وی در پاسخ به این سؤال که از اسیر شدن توسط بعثی‌ها نمی‌ترسیدی پاسخ داد: «نه برای چی باید می‌ترسیدم. اون‌ها جرأت نداشتن با ایرانی‌ها جنگ کنن.»

## تکریم و بزرگداشت
در تیر ماه ۱۴۰۲ و همزمان با سالگرد ۱۰۷ سالگی وی، مراسم تکریم او برگزار گردید. همچنین تندیس وی نیز در همان سال ساخته و رونمایی شد. مدیرکل میراث‌فرهنگی، گردشگری و صنایع‌دستی خوزستان در مراسم تکریم وی گفت: «امروز باید بگوییم خوزستان علاوه بر نخل و کارون و بلوط و خلیج‌فارس، مزین به حضور مادرانی همچون بی‌بی لوعه است که دامنشان پروراننده رشیدمردان و اهل مقاومت است… در روزهای گذشته نمایشگاه یادبود و میراث ماندگار جهاد عشایر عرب خوزستان برگزار شد اکنون نیز مراسم تجلیل از بی‌بی لوعه در راستای گردشگری مقاومت برگزار شده است.»

## تشییع و تدفین
مراسم تشیع و تدفین وی در ۲۳ مهر ۱۴۰۳ در شهر زادگاهش، دارخوین با حضور مردم برگزار و بخاک سپرده شد.